# Povl Drachmann
Povl (født Poul Peter) Drachmann (født 30. juni 1887 på Frederiksberg, død 25. september 1941) var en dansk politiker, redaktør og forfatter, søn af Holger Drachmann og Emmy Drachmann.
I 1905 blev Drachmann student fra Slomanns Skole, senere i 1911 cand. polit. og samme år gift med Sonja Knudtzon. Året efter udgav han sin første bog, romanen Kraft. I 1914 blev han redaktør af Tidsskrift for industri. Senere i livet giftede han sig med Aase Borring-Petersen.
Povl Drachmann var fra 1920 medlem af Folketinget i Aalborg Amtskreds for Det Konservative Folkeparti. Han opstillede i 1924 for de konservative i Gentoftekredsen og fik i alt 8.196 stemmer. På tinge var han erhvervspolitisk ordfører., det sidste folketingsvalg han var opstillet til var i 1939, hvor han fik i alt 17.485 stemmer.
Povl Drachmann er begravet på Vestre Kirkegård.